# Engelberg (Leonberg)

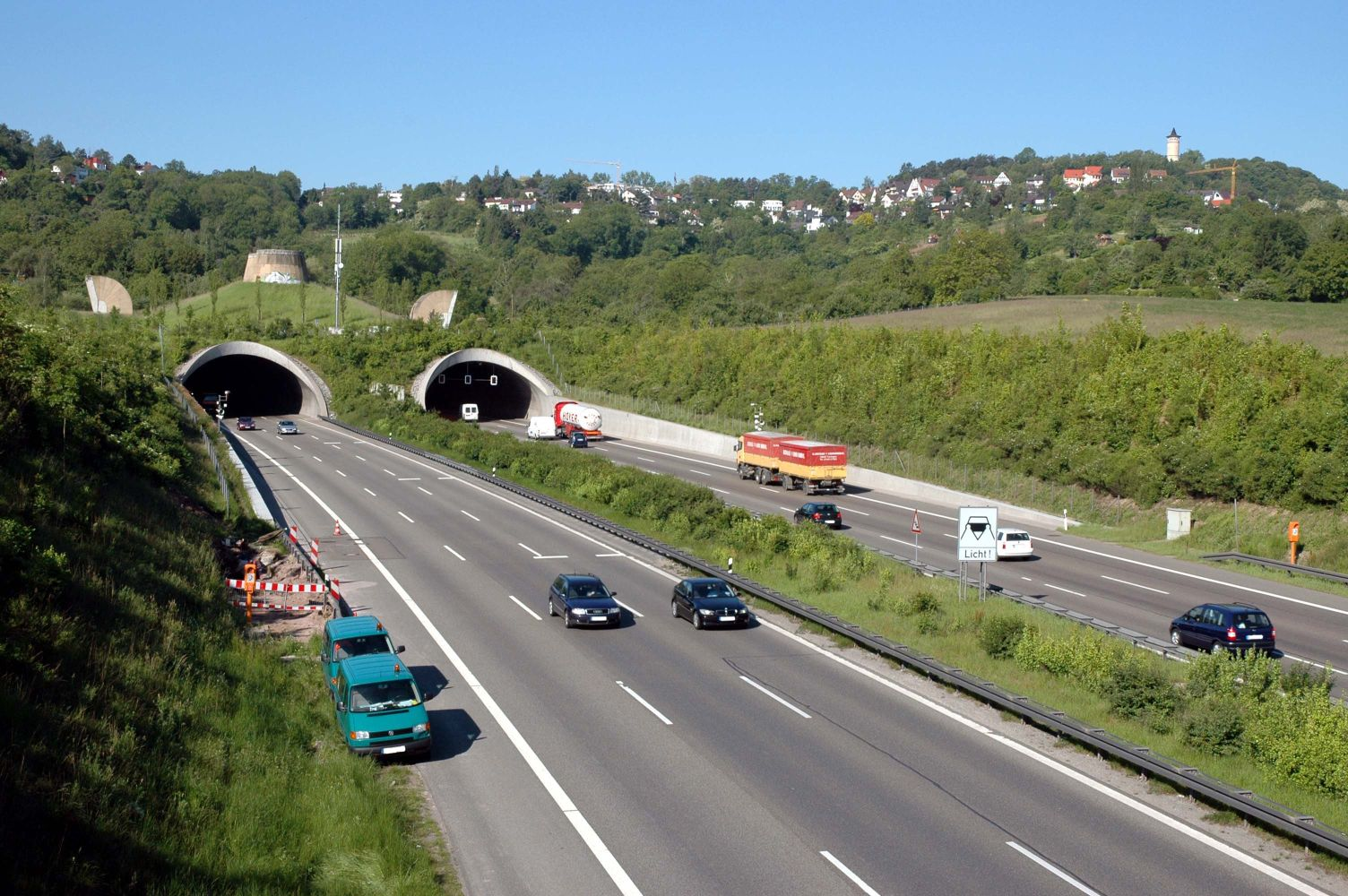
Engelberg und neuer Tunnel der A 81, von Norden gesehen (Juni 2006)

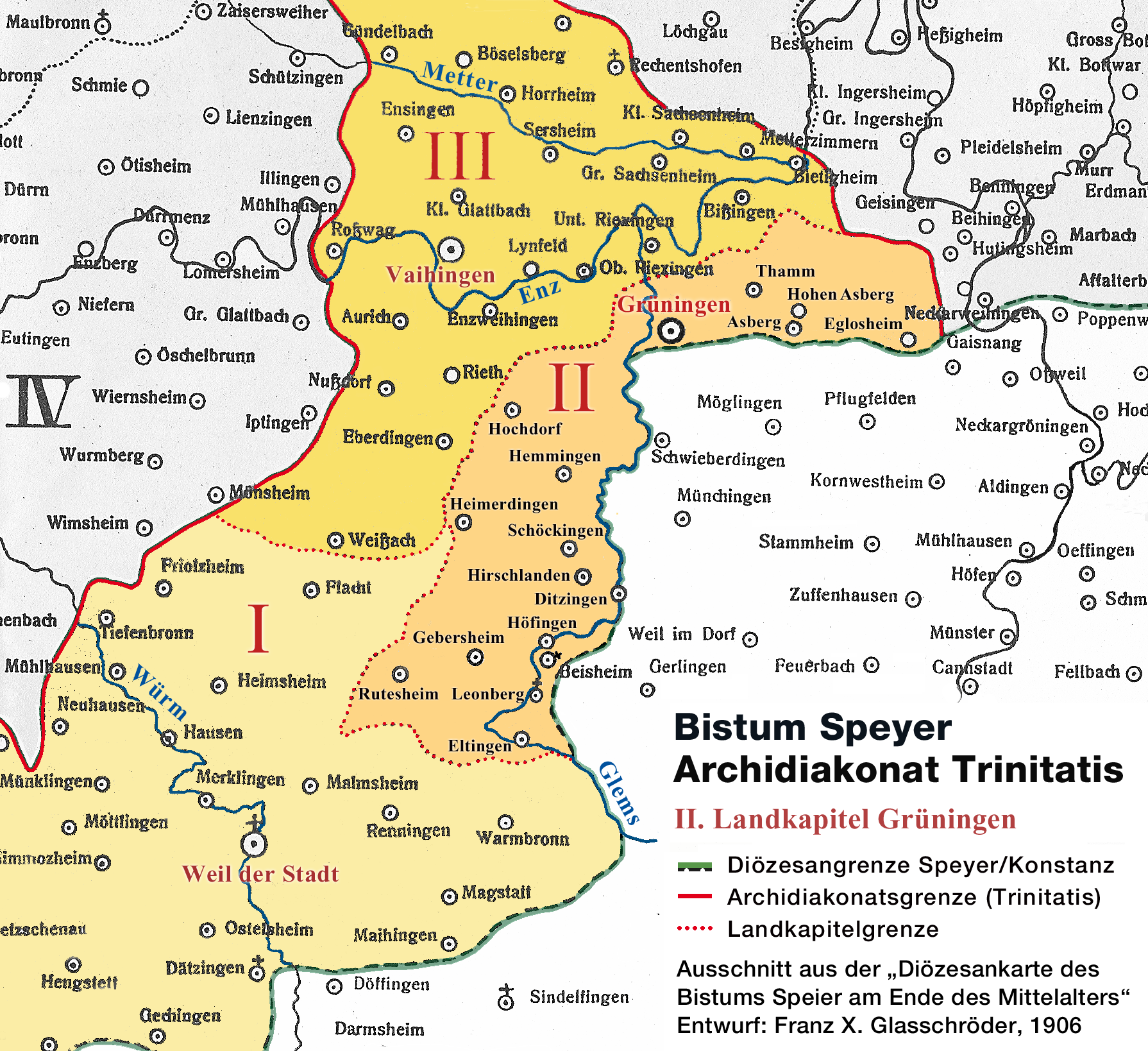
Der Engelberg diente den Franken zur Grenzsicherung. Die Grenze der Speyrer Diözese entsprach hier der fränkischen Demarkationslinie von 496

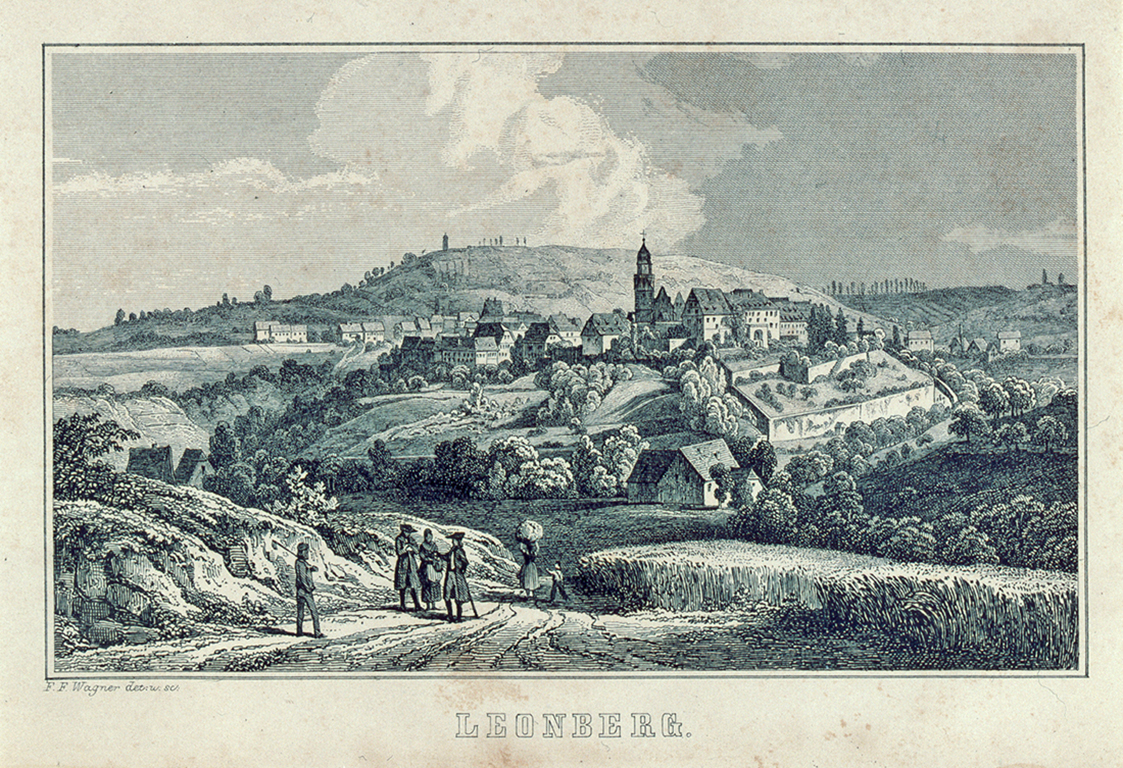
Engelberg um 1852 von Südwesten

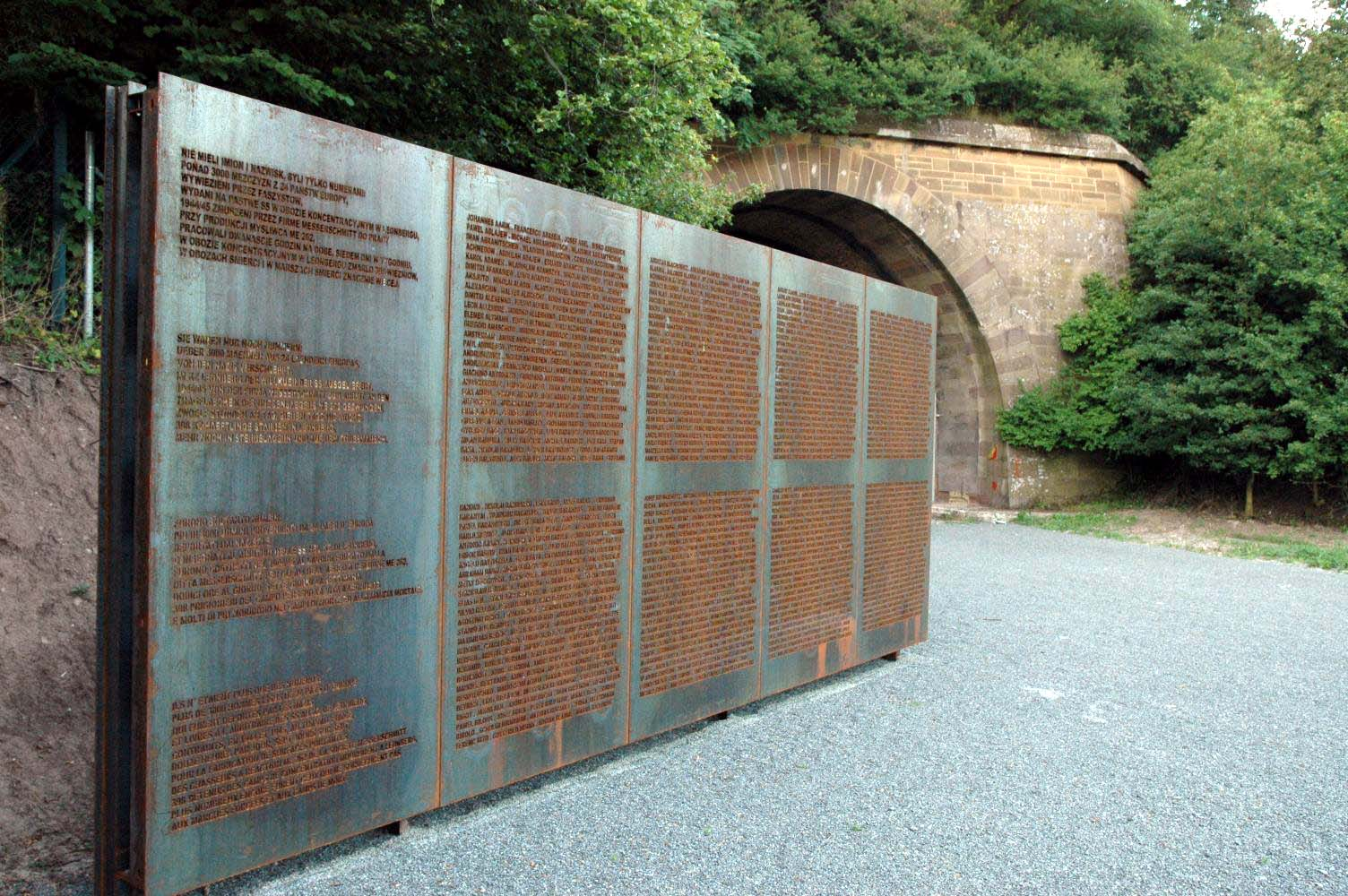
Namenswand der KZ-Gedenkstätte am Südportal der alten Weströhre

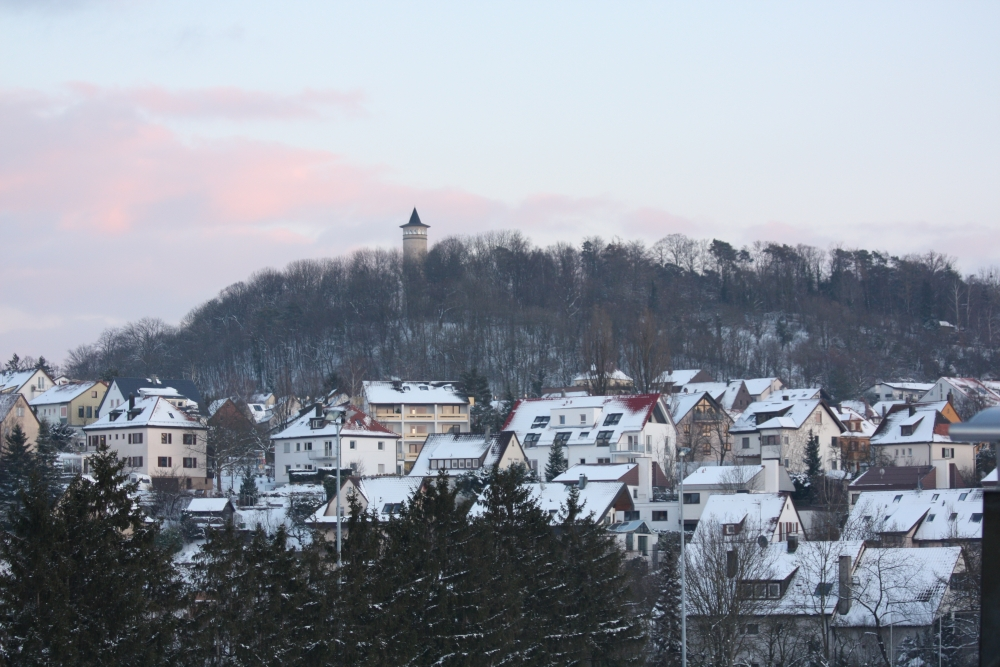
Engelberg im Winter

Der Engelberg (481,0 m ü. NHN) in Baden-Württemberg liegt im Osten der Leonberger Altstadt, etwa elf Kilometer westlich von Stuttgart. Auf dem einst „Endelberg“ genannten Bergsporn der „Glemswald-Randhöhen“ steht ein Aussichtsturm. Darunter führt der Engelbergbasistunnel der A 81 hindurch. Aus Richtung Heilbronn kommend trifft die A 81 nach dem Engelbergtunnel auf das Autobahndreieck Leonberg.

## Geschichte

### Fränkischer Grenzposten
Im frühen Mittelalter hatte der Engelberg strategische Bedeutung als Grenzposten: Nachdem die Alamannen die Schlacht von Zülpich (496) gegen Rheinfranken unter Sigibert von Köln und Salfranken unter Chlodwig I. verloren hatten, erweiterte der darauf zum Christentum konvertierte Chlodwig seinen Machtbereich Richtung Südosten und drängte die Alamannen hinter einen neugeschaffenen „fränkisch-alemannischen Limes“ zurück. Dieser durchzog Baden-Württemberg von der Oos-Mündung her über den Schwarzwald bis an den Oberlauf der Glems, um nun dem Flussverlauf zu folgen und bei Grüningen wieder nach Osten in Richtung Welzheimer Wald zu verschwenken. Eine Ausnahme machten die Franken dabei beim rechts der Glems gelegenen Engelberg, den sie wie den Hohenasperg, den Lemberg, den Hagberg und andere Erhebungen offenbar aus strategischen Gründen auf ihrer Seite der Grenze haben wollten.
Dementsprechend wurde dann auch das um alemannisches Gebiet erweiterte Bistum Speyer abgegrenzt, weshalb das ab 1248 unterhalb des Engelbergs erbaute Leonberg bis zur Reformation zum Landkapitel Grüningen der Speyrer Diözese gehörte.

### Mittelalterliche Burg
Die „Burghalde“ am Westrand des Engelbergs verweist auf eine mittelalterliche Burg, die bereits 1350 als „Burgstall“ bezeichnet wurde, also hundert Jahre nach der Stadtgründung schon abgegangen war; ersetzt durch eine neue Burg an der Südwestecke der Leonberger Altstadt, die später zum Schloss umgebaut wurde.

### Feldlager des Armen Konrads
Im Zuge der Rebellion des Armen Konrads diente der Engelberg als Versammlungsort und Feldlager der Aufständischen aus Leonberg und den umliegenden Kommunen. Als alle Untertanen im Land den Tübinger Vertrag in einer Huldigung annehmen sollten, weigerten sich die auf dem Engelberg versammelten „Aufrührer“, weil sie ihre Beschwerden und Forderungen missachtet sahen. Durch starken Zuzug von überall her erreichte das Feldlager darauf eine kritische Masse, die Herzog Ulrich zu Verhandlungen zwang. So fand der Aufstand hier im Gegensatz zum Remstal schließlich ein unblutiges Ende.

### KZ-Gedenkstätte
Am Südportal der stillgelegten Weströhre (Durchfahrt) des alten Engelbergtunnels, in dem während des Zweiten Weltkrieges Flugzeugteile von KZ-Häftlingen des Außenlagers Leonberg des elsässischen KZ Natzweiler-Struthof produziert wurden, befindet sich die KZ-Gedenkstätte Leonberg, die dem Verbund der Gedenkstätten im ehemaligen KZ-Komplex Natzweiler angehört. Hier steht die am 8. Mai 2005 eingeweihte, vom Tübinger Künstler Johannes Kares entworfene Namenswand.

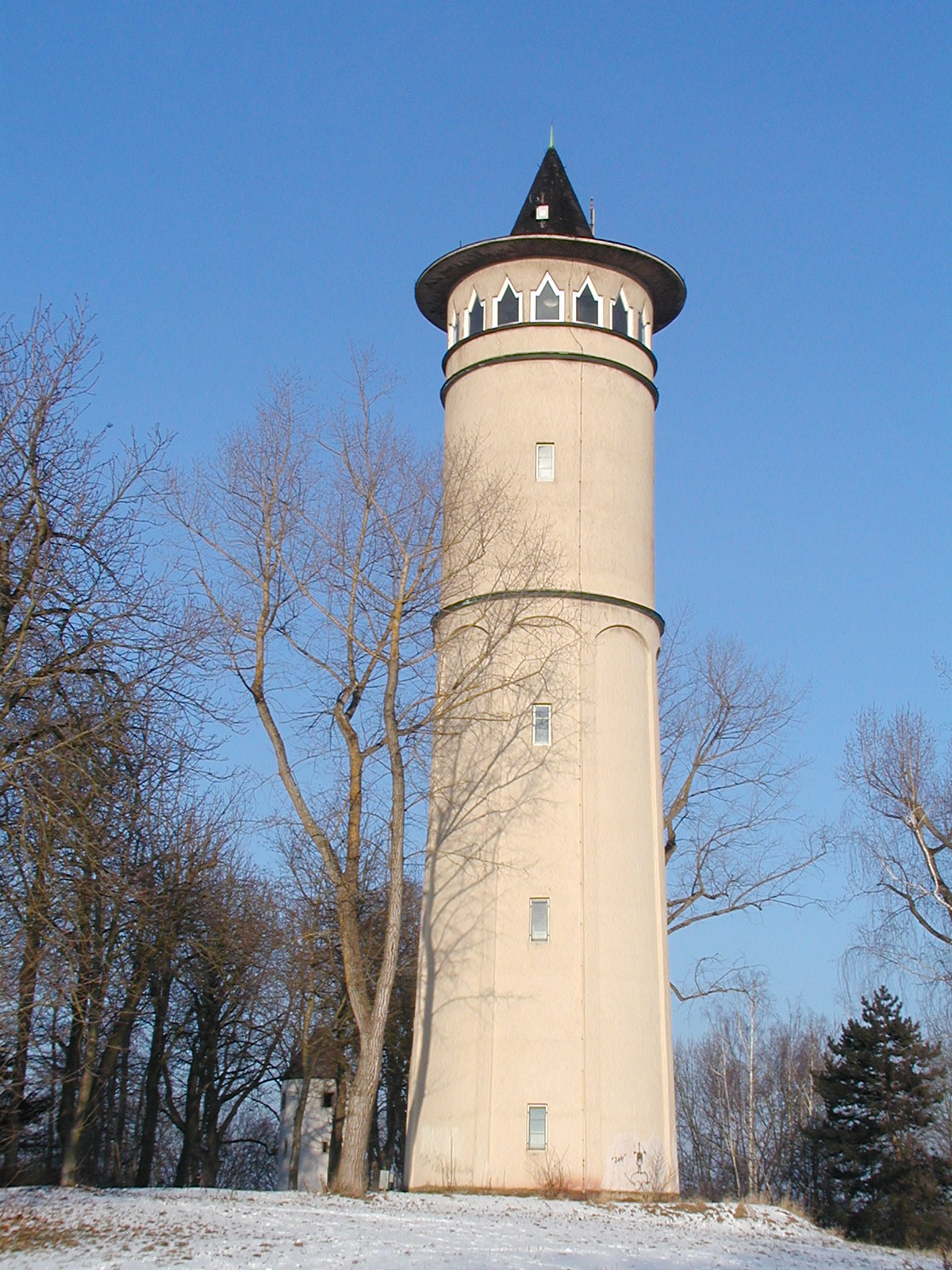
Der ehemalige Wasserturm auf dem Engelberg dient heute als Aussichtsturm

## Engelbergturm
Vom Norden, Westen oder Süden kommend sieht man bereits von weitem den 1928 erbauten Wasserturm auf dem Engelberg, den Engelbergturm, ein Wahrzeichen der Stadt Leonberg. Er wurde bis 1982 als Wasserturm genutzt. Seitdem dient er als Aussichtspunkt. Der 34,7 m hohe Turm hat 123 Stufen und eine Aussichtsplattform im fünften Stock.
Vom Engelbergturm hat man eine ausgezeichnete Sicht auf das Strohgäu und dessen Übergänge zum Heckengäu. Von Mai bis Oktober ist er bei gutem Wetter an Sonn- und Feiertagen zwischen 9 Uhr und 17 Uhr geöffnet. Von einem anderen Aussichtspunkt auf der Südseite der Bergkuppe überblickt man die Leonberger Altstadt, Eltingen und das bis zum Autobahndreieck Leonberg reichende Industriegebiet.
60 Meter westnordwestlich des Engelbergturms steht der Kleine Engelbergturm, ein vermutlich im 17. Jahrhundert errichteter früherer Hochwachtturm, von dem damals Sichtverbindung nach Leonberg bestand.
Nach Einstellung des Betriebs als Wasserturm übernahm der beim Waldfriedhof gebaute Hochbehälter, der sogenannte Studentenbäumle, diese Aufgabe. Dieser besitzt ein Fassungsvermögen von 1800 m³.
- Siehe auch: Liste von Wassertürmen in Baden-Württemberg

## Engelbergtunnel
Als Engelbergtunnel werden die Autobahntunnel Alter Engelbergtunnel und sein Nachfolgebauwerk, der Engelbergbasistunnel bezeichnet. Beide unterqueren im Zuge der Autobahn 81 Stuttgart–Heilbronn östlich von Leonberg den Engelberg. Am 25. Juli 1995 begann der Bau des heutigen Engelbergbasistunnels, der Normalbetrieb wurde am 12. August 1999 aufgenommen. Beide Tunnelröhren sind jeweils 2.530 Meter lang und enthalten drei Fahrstreifen und eine Standspur mit reduzierter Breite. Der 318 m lange erste Engelbergtunnel wurde am 5. November 1938 nach einer Bauzeit von drei Jahren dem Verkehr übergeben, aufgrund von Sicherheitsbedenken ist er mittlerweile fast vollständig verfüllt.